# Жаботинська сільська рада
Жа́ботинська сільська́ ра́да — адміністративно-територіальна одиниця та орган місцевого самоврядування в Кам'янському районі Черкаської області. Адміністративний центр — село Жаботин.

## Загальні відомості
- Населення ради: 1 776 осіб (станом на 2001 рік)

## Населені пункти
Сільській раді були підпорядковані населені пункти:
- с. Жаботин
- с-ще Сокирне
- с. Флярківка

## Склад ради
Рада складалася з 16 депутатів та голови.
- Голова ради: Плужник Тарас Анатолійович

### Керівний склад попередніх скликань
| Прізвище, ім'я, по батькові | Основні відомості                                                                       | Дата обрання | Дата звільнення |
| --------------------------- | --------------------------------------------------------------------------------------- | ------------ | --------------- |
| Плужник Тарас Анатолійович  | Сільський голова, 1974 року народження, освіта середня спеціальна, безпартійний         | 26.03.2006   | 31.10.2010      |
| Плужник Тарас Анатолійович  | Сільський голова, 1974 року народження, освіта середня спеціальна, член Партії регіонів | 31.10.2010   |                 |

Примітка: таблиця складена за даними сайту Верховної Ради України

### Депутати
За результатами місцевих виборів 2010 року депутатами ради стали:

#### За суб'єктами висування
| Суб'єкт висування                | Кількість обраних депутатів | %    |
| -------------------------------- | --------------------------- | ---- |
| Самовисування                    | 13                          | 81,3 |
| Партія «Соціалістична Україна»   | 2                           | 12,5 |
| Політична партія «Нова політика» | 1                           | 6,3  |

#### За округами
| № округу                         | Прізвище, ім'я, по батькові      | Дата визнання обраним | Освіта             | Партійна приналежність                 | Відомості про обраного депутата           |
| -------------------------------- | -------------------------------- | --------------------- | ------------------ | -------------------------------------- | ----------------------------------------- |
| Партія «Соціалістична Україна»   |                                  |                       |                    |                                        |                                           |
| 11                               | Калина Тетяна Іванівна           | 03.11.2010            | середня            | член Партії «Соціалістична Україна»    | ДНЗ, завідувачка                          |
| 13                               | Дяченко Ольга Захарівна          | 03.11.2010            | середня            | член Партії «Соціалістична Україна»    | пенсіонер                                 |
| Політична партія «Нова політика» |                                  |                       |                    |                                        |                                           |
| 2                                | Валовенко Анатолій Володимирович | 03.11.2010            | вища               | член Політичної партії «Нова політика» | Кам'янський РВ УМВС, слідчий              |
| Самовисування                    |                                  |                       |                    |                                        |                                           |
| 1                                | Білан Анатолій Миколайович       | 03.11.2010            | середня            | позапартійний                          | Креселецьке лісництво, майстер            |
| 3                                | Бобошко Василь Якович            | 03.11.2010            | середня            | член Партії «Соціалістична Україна»    | пенсіонер                                 |
| 4                                | Давиденко Юрій Олексійович       | 03.11.2010            | середня спеціальна | позапартійний                          | ТОВ «АПК сервіс», начальник охорони       |
| 5                                | Коваленко Ольга Олексіївна       | 03.11.2010            | середня            | позапартійна                           | Сільська рада, бібліотекар                |
| 6                                | Бердник Яків Васильович          | 03.11.2010            | середня            | позапартійний                          | пенсіонер                                 |
| 7                                | Новіков Олексій Іванович         | 03.11.2010            | середня спеціальна | позапартійний                          | тимчасово не працює                       |
| 8                                | Кугот Катерина Іванівна          | 03.11.2010            | вища               | позапартійна                           | загальноосвітня школа с. Жаботин, вчитель |
| 9                                | Калина Андрій Іванович           | 03.11.2010            | вища               | член Партії «Соціалістична Україна»    | пенсіонер                                 |
| 10                               | Градінович Федір Григорович      | 03.11.2010            | середня            | позапартійний                          | сільська рада, водій                      |
| 12                               | Репало Генадій Васильович        | 03.11.2010            | середня            | позапартійний                          | СТОВ «Олімп», механізатор                 |
| 14                               | Бобошко Любов Сергіївна          | 03.11.2010            | вища               | позапартійна                           | ДНЗ, бухгалтер                            |
| 15                               | Джулай Григорій Миколайович      | 03.11.2010            | середня спеціальна | позапартійний                          | Сільська рада, завідувач сільського клубу |
| 16                               | Білан Віктор Михайлович          | 03.11.2010            | середня            | позапартійний                          | тимчасово не працює                       |